# 达娜·多德谋杀案
达娜·林恩·多德（1985年9月6日—2006年10月28日，英语：Dana Lynn Dodd），曾是一名身份不明的谋杀受害者，她的身体于2006年在美国得克萨斯州基尔戈尔被发现。2013年，调查人员对受害者进行新的面部重建。2018年8月，约瑟夫·韦恩·伯内特因谋杀而被起诉，他在招供时称她的名字可能是“阿什利”。受害者的信息后来提交给无名氏DNA项目，并于2019年1月确认她的身份。在身份不明，她被称为“薰衣草无名氏”。

## 发现
2006年10月29日，在美国得克萨斯州基尔戈尔发现了一具17至25岁尸体，可能是白人或中东女性，尸体脸朝下躺在一堆燃烧的火堆上。她的身体烧焦，但调查员仍发现一件紫色毛衣和一条牛仔裤。她的口袋里总共发现40美元。据信她死于前一天晚上8：15到10：00之间。
她的两颗乳牙还在，将有助于确定她的身份。她的体重大约在100到120磅之间，身高在5英尺3到5英寸之间，极有可能来自中产阶级。受害者的头发颜色可能是红色或金色，带有红色或的金色亮点，但也有可能是草莓色或浅棕色。
在进一步研究之前，她被认定只有13岁，种族和性别未知。由于在现场找到一个空汽油罐，因此案件作凶杀案进行调查。在法医检查时发现精液，表明她死前被强奸。

## 调查
据该地区的居民说，发现身体的油田附近出现许多“可疑的人”，一些人把这个地点称为“杀戮地”。她的脸被法医艺术家用粘土被重建了三次。在2014年1月，国家失踪和被剥削儿童中心在2013年10月2日挖掘出遗体后，用CT扫描产生数字合成图像。
尽管与大量失踪者的牙科记录和DNA进行对比，但对她身份搜寻一直没有结果。23岁的布兰迪·威尔斯的母亲联系了当局，她的女儿于2006年8月外出到德克萨斯州朗维尤的一家夜总会后失踪，这跟她的女儿相符。通过DNA检测，尸体不是布兰迪·威尔斯。
2007年，此案的嫌疑人约瑟夫·韦恩·伯内特浮出水面，当时他36岁，在警方宣布怀疑他是凶手时，他因另一项罪行入狱。此前伯内特否认参与谋杀，然而到了2018年8月27日，他承认杀害了该女子，以及2018年谋杀费利莎·佩森。伯内特声称，他说服受害者进入他的车上，当时她在卖杂志上的商品。

## 事后
2018年，无名氏DNA项目接手此案。2019年1月，无名氏DNA项目与Aerodyne和全基因组团队合作，已经确认尸体的身份，并且她的身份将在伯内特的审判后公布。尽管如此，她的身份还是在2019年2月11日被公布。她失踪前曾居住在佛罗里达州杰克逊维尔。